# Sáhruh perzsa sah
Sáhruh (Meshed, 1734. március 21. – Damghan, 1796) Perzsia sahja 1749–1750-ben, majd Perzsia egy részének sahja 1750-től haláláig.
Reza Qoli Mirza Afshar fiaként, Nádir perzsa sah unokájaként született. Édesanyja Szultán Huszajn perzsa sah leánya volt. 1748-ban Ibrahim sah meggyilkolása után helyezték a perzsa nemesek Perzsia élére. Sáhruh Mashadot tette meg Perzsia fővárosává. 1749-ben a Szafavida-leszármazott II. Szulajmán perzsa sah trónfosztatta és megvakíttatta, de Szulajmán gyors bukását követően a vak Sáhruh visszakerült Perzsia élére. Közel 50 éves uralkodása alatt azonban fokozatosan önállósodtak a különböző területek (elsősorban Karím zand kán vezetésével), ezért egy idő után Sáhruh csak Perzsia egy része fölött (Horászán) gyakorolta a hatalmat. Bukását végül a Kádzsár-családból származó Aga Mohamed okozta, aki az 1790-es években ismét egyesítette Perzsiát. Miután 1796-ban elfoglalta Sáhruh államát is, az öreg sahon a fél évszázada halott Nádir sah kincseit kezdte el követelni. Sáhruh kezdetben nem akarta elárulni a kincsek rejtekhelyét, később azonban szorult helyzetében felfedte azokat. Ezt követően Aga Mohamed Sáhruht családjával együtt Mazandaranba küldte, de az öreg sah útközben, Damghanban belehalt a kínzások okozta sérüléseibe.

## Fordítás
- Ez a szócikk részben vagy egészben  a   Shahrokh Shah című angol Wikipédia-szócikk fordításán alapul.  Az eredeti cikk szerkesztőit annak laptörténete sorolja fel. Ez a jelzés csupán a megfogalmazás eredetét és a szerzői jogokat jelzi, nem szolgál a cikkben szereplő információk forrásmegjelöléseként.

| Előző uralkodó: Ibrahim | Perzsia (Irán) sahja 1748 – 1749 | Következő uralkodó: II. Szulajmán |

| Előző uralkodó: II. Szulajmán | Perzsia (Irán) sahja 1750 – 1796 (csak Perzsia egy része felett) | Következő uralkodó: Aga Mohamed |

1. ↑  https://www.geni.com/people/Shahrokh-Afshar/6000000107036361867
2. ↑  https://iranicaonline.org/articles/damgan-persian-town